# 837 Schwarzschilda
A 837 Schwarzschilda (ideiglenes jelöléssel 1916 AG) a Naprendszer kisbolygóövében található aszteroida. Max Wolf fedezte fel 1916. szeptember 23-án.